# Patrick Robinson (Leichtathlet)
Patrick Robinson (* 12. November 1943) ist ein ehemaliger jamaikanischer Sprinter.
Bei den Olympischen Spielen 1964 in Tokio wurde er Vierter in der 4-mal-100-Meter-Staffel. 
Seine persönliche Bestzeit über 100 m von 10,4 s stellte er 1964 auf.